# Ana Maria Escribano López
Ana Maria "Ani" Escribano López (Barcelona, 2 de desembre de 1981) és una futbolista catalana retirada que jugava com a defensa central. Exinternacional de la selecció de futbol d'Espanya, va passar 19 anys al primer equip del FC Barcelona femení, i una temporada a l'ÍBV de la Úrvalsdeild kvenna d'Islàndia.
La seva última temporada amb el Barcelona, va capitanejar l'equip en el doblet de lliga i copa. El setembre i l'octubre del 2012, Escribano va jugar els seus primers partits de la Lliga de Campions Femenina de la UEFA, en què el Barcelona va ser derrotat per l'Arsenal (7-0) en dos partits. Va deixar el Barcelona després de 19 anys el maig del 2013, i va fitxar per l'IBV islandès. Va marcar dos gols en 12 partits de lliga amb l'IBV. Escribano va decidir llavors tornar a Catalunya, jugant una temporada amb el Sant Vicenç, per després fitxar pel Fontsanta Fatjó de la Preferent Femenina Catalana.
Va formar part de la selecció espanyola que va competir en les eliminatòries de la Copa del Món Femenina de la FIFA 2011